# Chelonibia testudinaria
Chelonibia testudinaria är en kräftdjursart som först beskrevs av Carl von Linné 1758.  Chelonibia testudinaria ingår i släktet Chelonibia och familjen Chelonibiidae. Inga underarter finns listade i Catalogue of Life.